# Five (hudební skupina)
Five (nazýváno jako 5ive) je britská chlapecká skupina z Londýna, kterou tvoří členové Sean Conlon, Ritchie Neville a Scott Robinson. Byli založeni v roce 1997 stejným managerem, který řídil Spice Girls, než zahájili svou kariéru. Skupina byla většinou známá jako pětičlenná, sestávající z Robinsona, Nevilla, Conlona, Abze Love a Jasona „J“ Browna. Všech pět si užilo pozoruhodného úspěchu po celém světě, zejména ve své rodné Británii a ve většině ostatních zemí Evropy a Asie. Five prodali pro 1,6 milionu alb a 2,4 milionu singlů ve Velké Británii. Rozpadli se 27. září 2001 poté, co celosvětově prodali 10 milionů kopií svých písní. V roce 2012 skupina oznámila, že plánují další setkání. V listopadu a prosinci 2013 Five uvedlo své vlastní turné, "5ive Greatest Hits Tour", své první turné jako čtyřčlenné. V současné době[kdy?] skupina pokračuje jen ve třech.